# Xiangping, Guangdong
Xiangping är en köping i sydöstra Kina. Den ligger i Liannan härad i staden Qingyuan i provinsen Guangdong, omkring 200 kilometer nordväst om provinshuvudstaden Guangzhou. Antalet invånare är 9 169. Befolkningen består av 4 370 kvinnor och 4 799 män. Barn under 15 år utgör 25,0 %, vuxna 15-64 år 67 %, och äldre över 65 år 6,0 %.